# Mallophora nigriventris
Mallophora nigriventris är en tvåvingeart som beskrevs av Jaennicke 1867. Mallophora nigriventris ingår i släktet Mallophora och familjen rovflugor.
Artens utbredningsområde är Paraguay. Inga underarter finns listade i Catalogue of Life.